# Guy Pérez-Cisneros
Guy Pérez-Cisneros Bonnel (París, 7 de junio de 1915 - La Habana, 2 de septiembre de 1953) fue un crítico de arte, escritor y diplomático cubano. Su labor de promoción de los pintores de la segunda vanguardia pictórica cubana le hizo fundar en 1941, junto al escritor José Lezama Lima y el pintor Mariano Rodríguez, la revista Espuela de Plata. Allí se nuclearán los pintores más relevantes de la época y dicha revista será el antecedente de Orígenes. Además de su labor como crítico, Guy Pérez-Cisneros, se desempeñó como Secretario General de la Delegación de Cuba para la creación de la Organización de las Naciones Unidas. 

## Biografía
Nacido en París, Francia, el 7 de junio de 1915, Guy Pérez Cisneros Bonnel fue hijo del pintor Francisco Pérez-Cisneros, cónsul en ese entonces de la República de Cuba en Francia, y de Paule Bonnel, natural de Toulouse. Comenzó sus estudios en el Colegio Santo Ángel de Gijón en Asturias y realizó estudios secundarios en el Liceo Longchamps de Bordeaux. Después de culminar el bachiller comenzaría sus estudios universitarios en la Universidad de La Habana donde conocería al catedrático de Derecho Romano Ernesto Dihigo y al escritor José Lezama Lima. Junto a este último iniciará una colaboración intelectual, mediante la cual conocerá a Ángel Gaztelu, Gastón Baquero y otros escritores que conformarán la tercera generación de escritores cubanos tras la independencia de la isla. Esta colaboración lo llevará a cofundar la revista  Espuela de Plata de la cual fue director y en la que realizó una importante labor de difusión de la pintura cubana del siglo XX.
En 1934 ingresa al Ministerio de Estado y durante la década del 30 ocupará diversos cargos administrativos de índole diplomática vinculados con la actividad intelectual y cultural hasta llegar a ser nombrado como Jefe Interino de la Liga de las Naciones del Ministerio de Estado. Durante finales de esta década y principio de la de los 40, además de colaborar en Espuela de Plata, publicará algunos libros como Pintura Moderna Cubana y Víctor Manuel y la Pintura Contemporánea, ambos del año 1941, y Pintura y Escultura del año 1943.
Tras el fin de la Segunda Guerra Mundial, Cuba participó junto con los aliados en la creación de la ONU. De este modo, Pérez-Cisneros fue nombrado entre 1945 y 1946 como Secretario General de la Delegación de Cuba para la creación de la Organización de las Naciones Unidas. Desde esta posición, junto a Ernesto Dihigo, formó parte de la comisión redactora de la Declaración Universal de los Derechos Humanos. Durante la década de los 50 seguirá desmpeñando cargos en el Ministerio de Estado de la República de Cuba vinculados a la representación cubana en la ONU y en 1950 será nombrado Jefe de Despacho del Ministerio de Estado. Falleció repentinamente en 1953 en La Habana con 38 años.

## Vida personal
Contrajo matrimonio en 1937 con Berta Barreto Fatijó con la que tuvo tres hijos, Guy, Francisco y Pablo. Se divorció en 1943 y contrajo en ese mismo año matrimonio con Vera Wilson Estrada.

## Obras
- Presencia de Ocho Pintores (1937)
- Pintura Moderna Cubana (1941)
- Víctor Manuela y la Pintura Contemporánea Cubana (1941)
- Pintura y Escultura (1947)

## Condecoraciones
- Caballero de la Orden Nacional de Honor y Mérito de Haití
- Caballero de la Orden Pétion et Bolívar de Haití
- Caballero de la Orden Nacional del Cedro del Líbano
- Insignia del Águila Azteca de México
- Oficial de la Orden Nacional de Mérito Carlos Manuel de Céspedes de la República de Cuba
- Comendador de la Orden Nacional de Mérito Carlos Manuel de Céspedes de la República de Cuba